# Stazione di Arcisate (2017)
La stazione di Arcisate è una fermata ferroviaria ubicata nel comune italiano di Arcisate (VA).
Attivata nel 2017 (e servita da treni regolari dall'anno seguente) in sostituzione del vecchio scalo cittadino, è punto di diramazione delle linee Mendrisio-Varese  e Varese-Porto Ceresio.

## Storia
I lavori di costruzione della nuova tratta internazionale italo-svizzera tra Varese e Mendrisio (avviati a fine 2009) comportarono il raddoppio e l'abbassamento in trincea del tronco Induno Olona-Arcisate della vecchia ferrovia della Valceresio. In virtù di ciò, il 1º gennaio 2010, la vecchia stazione arcisatese venne integralmente demolita.
Il nuovo scalo sorse a poche centinaia di metri dal sito del vecchio e venne attivato contestualmente all'ultimazione dei lavori sulle linee di competenza: a decorrere da tale momento, Arcisate è stazione d’interscambio tra le due linee di competenza.

## Strutture e impianti
La fermata è dotata di un fabbricato viaggiatori in cemento armato, posto a livello del suolo a costituire un ponte sopra il sedime. La sua funzione precipua è incanalare l'accesso e il deflusso dei passeggeri: al suo interno sono alloggiati biglietteria, tornelli e sala d'attesa.
Il sedime è collocato in trincea ed è costituito da due binari (uno per senso di marcia) serviti da due banchine laterali alte 55 cm sul piano del ferro, protette da pensiline in metallo e plastica, accessibili mediante scale e ascensori.

## Movimento
Dal 7 gennaio 2018 (data di apertura al servizio commerciale) ad Arcisate fermano quotidianamente 34 treni RegioExpress eserciti da Trenord a cadenzamento orario sulla tratta Porto Ceresio-Milano Porta Garibaldi.
A seguito del cambio d'orario del 9 giugno 2019, Arcisate è inoltre servita tutti i giorni dalla linea S50 Malpensa Aeroporto-Varese-Mendrisio-Lugano-Bellinzona e dal lunedì al sabato dalla linea S40 Varese-Mendrisio-Como. Entrambe le relazioni operano con cadenzamento orario e fanno capo alla società TiLo.

## Servizi
La stazione è classificata da RFI nella categoria Bronze e dispone di:
- Bar
- Biglietteria automatica
- Sala d'attesa
- Servizi igienici